# روشال

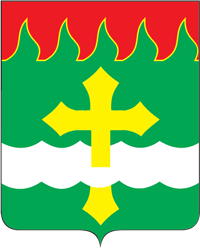

روشال (بالروسية: Рошаль) هي إحدى مدن روسيا في الكيان الفدرالي الروسي موسكو أوبلاست.